# Heliaster microbrachius
Heliaster microbrachius är en sjöstjärneart som beskrevs av John Xantus de Vesey 1860. Heliaster microbrachius ingår i släktet Heliaster och familjen Heliasteridae. Inga underarter finns listade i Catalogue of Life.